# Custode dei sigilli di Francia
Il custode dei sigilli di Francia (Garde des sceaux de France) era un funzionario della monarchia francese nell'Ancien régime. Il suo compito principale era quello di rappresentare e sostenere il Cancelliere di Francia. Nell'Ottocento il titolo fu ripreso ed è ancora uno dei titoli del Ministro della giustizia, che custodisce nel suo ufficio il Gran Sigillo della Repubblica, con il quale sono da apporre importanti documenti statali.
Il titolo ufficiale derivava dal fatto che uno dei doveri ufficiali era quello di conservare il sigillo del paese. Ciò includeva il grande sigillo che veniva utilizzato per i documenti più importanti e il sigillo privato per gli altri documenti.
Nel Medioevo la carica fu trasferita al Cancelliere, che era nominato provvisoriamente dal Re e che poteva anche essere deposto. In caso di indisponibilità del Cancelliere per malattia o assenza dalla corte, il Re affidava provvisoriamente il sigillo ad un'altra persona in qualità di custode, il cui compito era terminato al rientro del Cancelliere. Poiché dal 1203 al 1316 circa non furono nominati cancellieri, il custode del sigillo era il più importante funzionario non militare del regno in quegli anni.
A metà del XVI secolo, dopo il processo al cancelliere Guillaume Poyet, nacque l'idea di dare a vita le grandi cariche della corona. Si doveva quindi nominare una persona che rappresentasse il Cancelliere nel caso in cui il Re fosse caduto in disgrazia. Nel 1551, Enrico II creò l'ufficio della garde des sceaux, che era dotato di tutti i poteri del cancelliere, di sovrintendere la magistratura, sigillare e inviare documenti reali, oltre a presiedere il consiglio reale. Questo ufficio era quindi solo di natura temporanea.
Quando i rapporti tra il re e il cancelliere erano tesi, il re nominava un custode dei sigilli (si diceva che togliesse i sigilli al cancelliere - reprenait les sceaux), lasciando al cancelliere un ruolo onorario. A differenza del cancelliere, il custode dei sigilli poteva essere deposto dal re. Era quindi un ufficio politico, simile nelle sue funzioni, ad esempio, al Sovrintendente alle finanze.
Sotto il re Luigi XV. i cancellieri d'Aguesseau e de Lamoignon chiesero al re di nominare un custode dei sigilli, non per sostituirli, ma per sostenerli nel loro lavoro. Era tuttavia il custode dei sigilli che custodiva la cassetta con i sigilli e presiedeva alla sigillatura dei documenti reali. Era anche capo della giustizia e controllava il commercio di libri, cioè censurava le opere sovversive.
A parte i regni di Luigi XIV e Luigi XV. i custodi dei sigilli furono i primi candidati alla carica di cancelliere. Sotto Luigi XVI. quattro custodi di sigilli si susseguirono come candidati fino alla morte del cancelliere René Nicolas de Maupeou nel 1792.

## Custode dei sigilli nella V Repubblica
Il titolo di custode dei sigilli esiste ancora oggi. Il titolare del titolo è sempre l'attuale ministro della giustizia francese. Il custode dei sigilli è il custode di tutti i sigilli utilizzati finora, sia dei re di Francia che di tutte e cinque le repubbliche. Il custode dei sigilli è nominato dal Presidente della Repubblica su proposta del Primo ministro.